# Wong Tai Sin
Wong Tai Sin (chin. trad.: 黃大仙區) – jedna z 18 dzielnic Specjalnego Regionu Administracyjnego Hongkong Chińskiej Republiki Ludowej. 
Dzielnica położona jest w północno-wschodniej części regionu Koulun. Powierzchnia dzielnicy wynosi 9,36 km², liczba mieszkańców według danych z 2006 roku 423 521, co przekłada się na gęstość zaludnienia wynoszącą 45 540 os./km².